# Éric Liberge
Pour les articles homonymes, voir Liberge.
Éric Liberge est un auteur de bande dessinée français, né le 31 août 1965 à Enghien-les-Bains (Île-de-France).

## Biographie
En 1996, Éric Liberge élabore Monsieur Mardi-Gras Descendres. Bienvenue !, le premier tome d'une série de quatre albums, obtient, en 1999, le Prix René Goscinny. En collaboration avec un scénariste ou en auteur complet, il explore divers thèmes : bande dessinée d'aventure, antiquité, Révolution française, Seconde Guerre mondiale, époque contemporaine, biographies (Camille Claudel, Alan Turing dans Le Cas Alan Turing…). Adepte de la couleur directe, il affectionne l'aquarelle.
En marge de la bande dessinée, il produit des illustrations grand format, issues des univers de ses albums, et expose dans les festivals qui l'invitent à dédicacer. En 2009, sa ville natale Enghien-les-Bains lui consacre une petite rétrospective, « 10 ans de chair et d'os ». La même année, le musée du Louvre expose quelques planches de son album Aux Heures Impaires publié chez Futuropolis dans le cadre d'un événement autour de trois albums de bande dessinée sur le musée, « Le petit dessein », exposition qui suit celles de Batia et Angoulême et en précède d'autres au Japon, en Serbie, à Taïwan.
Au printemps 2016, il sort un nouveau volume de Monsieur Mardi-Gras Descendres, intitulé Le facteur cratophane, et se voit proposer par Futuropolis l'opportunité de travailler avec Gérard Mordillat et Jérôme Prieur sur Le Suaire, une série de 3 albums sur le suaire de Turin. Il poursuit en outre sa collaboration avec Arnaud Delalande pour 2 albums sur la jeunesse de Staline, aux éditions  Les Arènes .
2019 voit la parution, toujours aux éditions Les Arènes, du one-shot Notre part des ténèbres conçu avec le scénariste et écrivain Gérard Mordillat.

## Œuvres
- La Chasse arthus (Le Goinfre, 1993)
- Monsieur Mardi-Gras Descendres
  1. Bienvenue ! (Zone créative, 1998)
  2. Le Télescope de Charon (Pointe Noire, 2000)
  3. Le Pays des Larmes (Pointe Noire, 2001)
  4. Le Vaccin de la résurrection (Dupuis, 2005)
  5. Le Facteur Cratophane - Prologue à Monsieur Mardi-Gras Descendres (Dupuis, 2016)
- Le Dernier Marduk (P.M.J. éditions)
  1. Léopold (2000)[4]
  2. Tiamat (2003)[5]
- Tonnerre rampant (Soleil, 2002)[6]
- Métal
  1. Le Musée d'Airain (Soleil, 2003)
- Aux heures impaires (Futuropolis & Musée du Louvre Éditions, 2008)
- Wotan (Dupuis)
  1. 1939-1940 (2011)
- Wotan - Cycle complet (Dupuis, 2014)
- Relayer, avec Vincent Gravé (dessin)

1. Relayer (Pointe Noire, 2001)
2. Le Chasseur de papillons (Éditions Carabas, 2004)
3. La Bonne Étoile (Éditions Carabas, 2005)

- Le Labyrinthe (Éditions Carabas, 2006)
- Les Contes de l'Ankou tome 2 (Soleil, 2005)[7]
- Les Corsaires d'Alcibiade (Dupuis), avec Denis-Pierre Filippi (scénario)

1. Élites secrètes (2004)
2. Le Rival (2006)
3. Le Français (2007)
4. Le Projet secret (2009)

- Camille Claudel, avec Vincent Gravé (Glénat, 2012)
- Versailles (Glénat), avec Didier Convard et Éric Adam (scénario)

1. Le Crépuscule du Roy (2012)
2. L'Ombre de Marie-Antoinette (2013)
3. Le Sacrifice du fou

- Le Cas Alan Turing (Les Arènes, 2015), avec Arnaud Delalande (scénario)
- La Jeunesse de Staline (dessin et couleurs), scénario d'Hubert Prolongeau et Arnaud Delalande, éd. Les Arènes

1. Sosso, 2017  (ISBN 978-2-352-04592-2)
2. Koba, 2017  (ISBN 978-2-352-04669-1)

- Le Suaire (Futuropolis), avec Gérard Mordillat et Jérôme Prieur (scénario)

1. Lirey, 1357 (2018)
2. Turin, 1898 (2018)
3. Corpus Christi, 2019 (2019)

- Théodicée in  Polar Shots entre amis à Cognac chez Les Humanoïdes associés, 2020.
- Fritz Lang le Maudit (Les Arènes, 2022), avec Arnaud Delalande (scénario).
- Notre part des ténèbres (2019), roman graphique, dessin d'Éric Liberge, texte de Gérard Mordillat, Les Arènes  (ISBN 978-2-711-201-44-0)
- Gérard Mordillat (récit) et Éric Liberge (dessin), La Guerre des paysans (1525), Paris, Futuropolis, septembre 2022, 116 p. (ISBN 978-2-754-830-416, présentation en ligne).

## Récompense
- 1999 : Prix René Goscinny pour Monsieur Mardi-Gras Descendres